# Pheosilla umbra
Pheosilla umbra är en fjärilsart som beskrevs av Sergius G. Kiriakoff 1963. Pheosilla umbra ingår i släktet Pheosilla och familjen tandspinnare. Inga underarter finns listade i Catalogue of Life.